# Battaglia di Cap-Français (1793)
La battaglia di Cap-Français fu un episodio della rivoluzione haitiana.

## Preludio

### L'arrivo dei commissari a Saint-Domingue
Il 17 settembre 1792, i commissari Léger-Félicité Sonthonax, Étienne Polverel e Jean-Antoine Ailhaud sbarcarono a Cap-Français con 6000 uomini dell'armata repubblicana francese. Essi vennero con la missione di pacificare la colonia di Saint-Domingue e far applicare la legge del 4 aprile di quell'anno che aveva proclamato il diritto di voto per tutte le persone libere, compresi gli ex schiavi di colore ed i mulatti, e di imporre lo scioglimento dell'assemblea coloniale unicamente composta da bianchi · .
Il medesimo giorno del loro arrivo, i commissari proclamarono:
Sonthonax restò al suo posto a Cap-Français, Polverel partì invece per un giro d'ispezione a Port-au-Prince nell'ottobre di quello stesso anno. Ailhaud si portò a sud della colonia, ma ammalatosi a causa del clima riprese ben presto la via per la Francia.

### Operazioni militari contro gli schiavi in rivolta
I 6000 soldati francesi, composti in gran parte da truppe di linea e da volontari, ebbero la missione di reprimere tutte le insurrezioni di schiavi del nord-ovest dell'isola che si erano ribellati al comando di Jean-François e di Biassou. Queste truppe, non abituate al clima, vennero rapidamente decimate dalla febbre gialla. Ad appena dieci mesi dallo sbarco, il generale Lacroix scriveva che dei 6000 uomini "solo 3000 sono sani".
L'insieme delle forze repubblicane venne posto sotto il comando del generale Étienne Maynaud Bizefranc de Lavaux, il quale aveva già condotto una campagna contro gli schiavi insorti nel gennaio del 1793, battendoli nelle battaglie di Morne Pelé e di La Tannerie e riconquistando rapidamente le pianure a nord dell'isola. Ma gli insorgenti questa volta si erano alleati con gli spagnoli e riuscirono a raggruppare ulteriori uomini nelle loro file, tanto che i francesi iniziavano a perdere terreno.

### La posizione dei commissari con gli schiavi
Sonthonax e Polverel erano molto simili per certi versi a Brissot sui temi dell'abolizionismo della schiavitù e dell'affiliazione alla Société des amis des Noirs. I commissari erano inoltre entrambi membri del club dei giacobini e favorirono la creazione di club simili anche a Saint-Domingue per attirare l'attenzione dei coloni sulle condizioni dei più poveri, chiamati petits blancs. Sull'altro fronte i ricchi proprietari di schiavi, chiamati grands blancs, generalmente realisti, li vedevano con ostilità.
Per quanto entrambi abolizionisti, Sonthonax e Polverel non avevano alcuna autorità per abolire la schiavitù sull'isola, in quanto l'unica autorità in tal senso spettava al governo francese in patria. Sonthonax del resto non era comunque favorevole ad una abolizione immediata come disse in una lettera che scrisse a Brissot, dal momento che essa «condurrebbe inevitabilmente al massacro di tutti i bianchi».

### Deportazione dei governatori e scioglimento dell'Assemblea coloniale
Secondo la legge del 10 agosto, tutte le persone che si opponevano all'operato dei commissari francesi nelle colonie erano dichiarate "traditori della patria". I commissari avevano dunque il potere di far deportare tutti gli oppositori al governo francese. Sonthonax in particolare fece arrestare il 20 settembre successivo il governatore Philippe François Rouxel de Blanchelande accusato di complotto e che venne deportato in Francia per essere poi ghigliottinato l'11 aprile 1793. Venne rimpiazzato dal generale d'Esparbès, realista, che tentò di provocare una insurrezione per vendicare la giornata del 10 agosto 1792 in Francia. Arrestato, venne a sua volta deportato.
Il 12 ottobre, l'assemblea coloniale venne sciolta in quanto interamente composta da soli bianchi, e venne rimpiazzata da una commissione mista di bianchi e gens de couleur libres. Questa misura portò all'adesione dei Libres de couleurs alla fazione dei commissari francesi. Sonthonax inoltre stabilì l'integrazione degli ufficiali mulatti nelle file dell'esercito francese nel régiment du Cap, all'epoca interamente composto da bianchi. Questi ultimi, però, non presero bene questa misura. Nel corso di una parata in città, infatti, mulatti e bianchi si scontrarono a colpi di moschetto. L'autorità dei commissari non era quindi sufficiente a mantenere il controllo e fu solo la prontezza del generale Lavaux a risolvere la faccenda · .

### La crescita del malcontento dei coloni nei confronti dei commissari

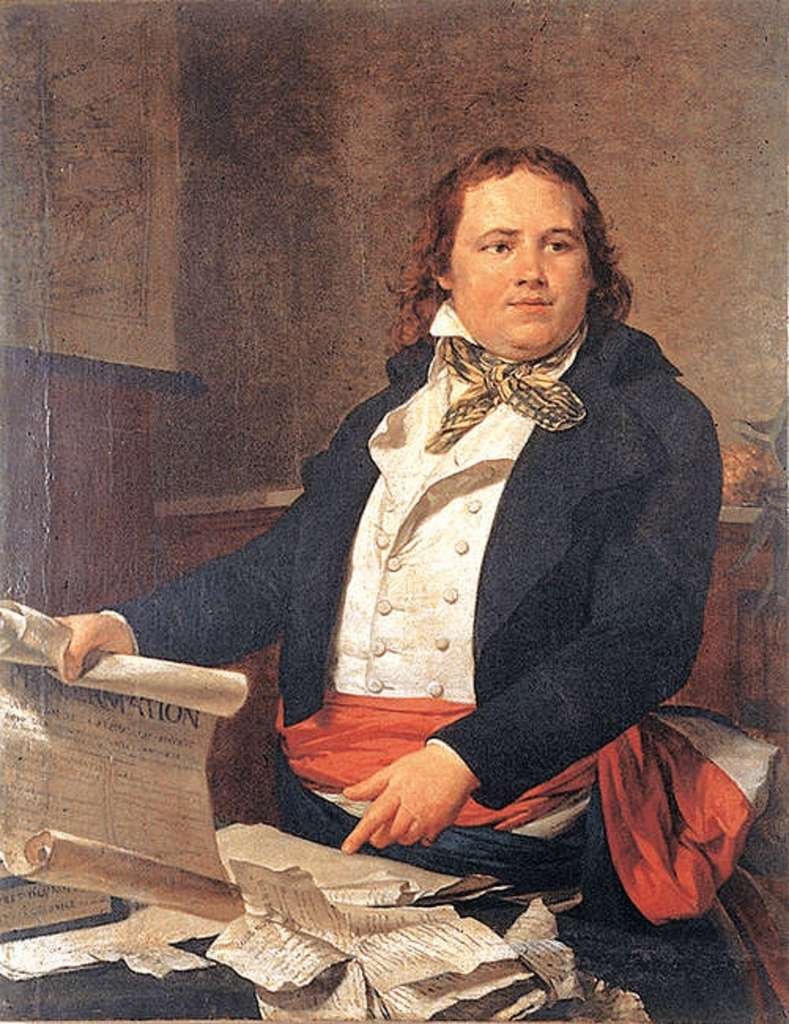
Léger-Félicité Sonthonax

Queste misure, favorevoli ai mulatti ed ai libres de couleur provocarono però l'irritazione dei grand blancs che temevano l'abolizione della schiavitù perché questo fatto avrebbe certamente danneggiato l'economia locale e le loro fortune personali, basate sulla coltivazione delle grandi piantagioni con schiavi di cui erano proprietari.
I coloni, istigati da false notizie circolanti, iniziarono sempre più a manifestare malcontento nei confronti dei commissari. I petits blancs, repubblicani, dal canto loro pur essendo favorevoli alle politiche della repubblica, pensavano come i grand blancs che una società composta da bianchi avrebbe avuto maggiori vantaggi per i coloni francesi. Fu così che i grands Blancs ed i petits Blancs, in precedenza nemici, si allearono contro i commissari, i mulatti e le gens libres de couleurs.

### Le prime rivolte
Il 25 gennaio 1793, a Port-au-Prince, i coloni guidati da Borel, armarono i loro schiavi e si allearono coi soldati del régiment d'Artois e conquistarono la città. I coloni inviarono quindi un corriere a Londra ponendosi sotto la sovranità del Regno di Gran Bretagna in cambio del mantenimento delle loro leggi. Le truppe fedeli ai commissari comandate dai generali Lassale e Beauvais posero quindi assedio a Port-au-Prince che venne riconquistata il 14 aprile 1793 · .
I coloni di Jérémie a sud dell'isola si rivoltarono a loro volta, formarono un governo proprio e presero il nome di "Fédération de la Grande Anse", armarono i loro schiavi e si diedero a massacrare i libres de couleur le cui teste vennero mozzate e portate in trofeo su picche per essere poi esposte al forte di Lapointe. Il consiglio d'amministrazione costituì un'armata composta da bianchi e comandata da La Chaise e una di neri comandata da Noël Bras. Per reprimere questa ribellione, i commissari organizzarono a loro volta un'armata comandata dal mulatto André Rigaud. I mulatti ed i libres de couleurs armarono i loro schiavi e seguirono Rigaud, prendendo possesso di Jacmel ma non riuscendo a prendere Jérémie · .

## L'insurrezione dei bianchi di Cap-Français

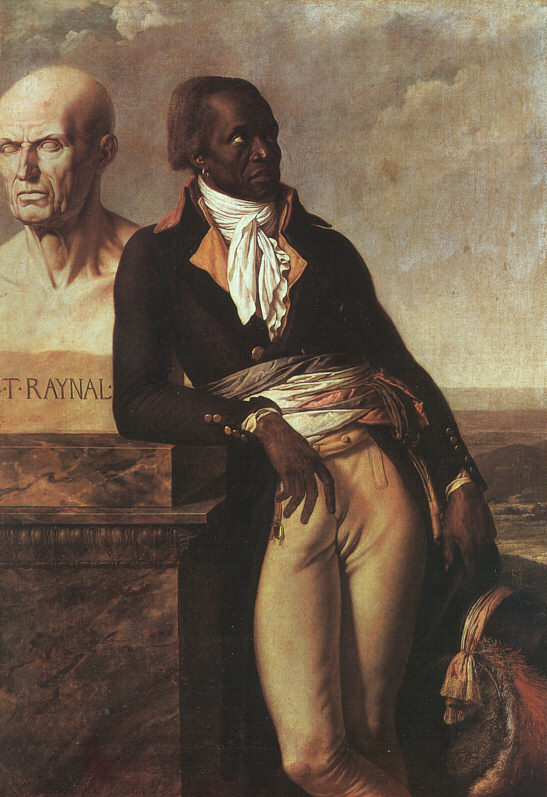
Jean-Baptiste Belley
olio su tela di Girodet-Trioson, 1798
Museo de l'Ermitage

Il 7 maggio 1793, quando i commissari erano occupati a combattere la ribellione a sud, il generale di brigata François Thomas Galbaud-Dufort, dell'armata repubblicana, sbarcò a Cap-Français per occupare il posto di governatore che era rimasto vacante. Questa nomina aveva suscitato speranze tra i coloni in quanto egli si era dimostrato favorevole sia ai mulatti che agli uomini liberi. I coloni continuarono a montare la loro opposizione ai commissari e Sonthonax con Polverel dovettero tornare precipitosamente a Cap-Français il 10 giugno. I bianchi ed i mulatti erano sull'orlo dello scontro.
I commissari iniziarono ad opporsi alle disposizioni di Galbaud, in quanto creolo, e sulla base delle disposizioni dell'aprile di quello stesso anno ai creoli non era più consentito di assumere funzioni pubbliche nelle colonie. Galbaud sottomessosi alla legge, il 13 giugno si imbarcò a bordo del vascello Normandie e ripartì alla volta della Francia. La sua partenza venne sentita dai coloni come una vera e propria sconfitta ma il malcontento continuò a salire ulteriormente, disputa a cui aderirono anche alcuni marinai della marina repubblicana francese che avevano già avuto degli scontri coi mulatti. Poco dopo un vascello entrò ne porto di Cap-Français trasportando 25-30 coloni e 40 soldati de reggimento dell'Artois fatti prigionieri nell'insurrezione di Port-au-Princes e che dovevano essere trasportati in Francia. Vi erano inoltre 500 proprietari di piantagioni detenuti nelle navi · .
Esasperati, i coloni ed i marinai della marina francese inviarono una delegazione a Galbaud il 19 giugno chiedendogli di prendere la testa dell'insurrezione che si stava preparando contro commissari e mulatti. Galbaud accettò e nella notte tra il 19 ed il 20 giugno sbarcò segretamente a Cap-Français con i suoi uomini e si unì ai coloni, ritrovandosi alla testa di una forza di 2000-3500 uomini.
Allertati, i soldati mulatti presero le armi, ben decisi a difendere i commissari. In quanto malato, il generale Lavaux non poté assumere il controllo delle operazioni che vennero pertanto affidate al colonnello mulatto Antoine Chanlatte, affiancato dall'ufficiale di colore Jean-Baptiste Belley, detto "Mars Belley".

## L'offensiva degli schiavi
Dopo due giorni di combattimenti, i commissari diedero ordine di evacuare Le Cap e si portarono a Haut du Cap, dove stabilirono il loro quartier generale nella piantagione dei Breda. A corto di uomini, i due commissari decisero di chiedere aiuto agli schiavi in rivolta contro i quali avevano combattuto. Sonthonax redasse un proclama nel quale si leggeva:
La lettura del proclama venne affidata all'ufficiale mulatto Antoine Chanlatte che, accompagnato da due avventurieri bianchi, de Ginioux e Galineux Degusy, lo consegnò agli schiavi ribelli accampati presso il Morne du Cap.
Il 21 giugno, 10 000 schiavi ribelli comandati da Macaya e da Pierrot si portarono a Cap-Français dove i bianchi si imbarcarono in gran confusione.
Il combattimento del 21 giugno fu uno dei più sanguinosi in quanto lasciò sul campo 500 morti, perlopiù gettati in mare. I commissari a questo punto decisero di inviare i figli di Polverel per negoziare con gli insorgenti. Ma Galbaud rifiutò ogni discussione in merito e detenne come prigioniero l'emissario francese. Sonthonax era pronto ad accettare uno scambio di prigionieri ma Polverel si rifiutò · .
Nella confusione, un gruppo di schiavi neri cercò di incendiare una prigione per liberare i prigionieri li detenuti, ma le fiamme intaccarono le abitazioni circostanti distruggendo nel giro di breve gran parte della città, considerata una delle più belle delle Antille · .

## Conclusione
Il 24 giugno, col peggiorare della situazione per gli insorti, Galbaud si imbarcò con gli altri sui vascelli l'Éole e le Jupiter e su altre fregate nel porto di Cap-Français alla volta degli Stati Uniti dove trovarono rifugio.

I commissari ripresero possesso di Cap-Français, ma la città era quasi interamente stata distrutta e si rendeva necessaria un'ampia opera di ricostruzione. Gli schiavi ribelli rimasti cercarono rifugio tra le montagne centrali dell'isola. Vennero inviati dei corrieri a Jean-François ed a Biassou ma questi si rifiutarono di riconoscere l'autorità della Repubblica, dichiarandosi realisti e sudditi del re di Spagna dal momento che il re di Francia era stato ghigliottinato. Contattato, Toussaint Louverture si rifiutò di contrattare coi "traditori repubblicani" e scrisse in risposta che "i neri vogliono servire sotto un re ed il re di Sapagna ha offerto la sua protezione". Macaya a sua volta si rifiutò dichiarando: